# Maboroshi
Maboroshi (japanska: Alice to Therese no Maboroshi Kôjô) är en japansk animerad film från 2023. Filmen är regisserad av Mari Okada, som också svarat för filmens manus. Filmen hade biopremiär i Japan i september 2023, och den hade digital premiär på Netflix den 15 januari 2024.

## Handling
Filmen kretsar kring den 14-åriga Massamune och hans kompisar. När en explosion får tiden att stanna måste de kämpa för att få grepp verkligheten.

## Rollista (i urval)
- Junya Enoki – Masamune Kikuiri
- Reina Ueda – Atsumi Sagami
- Misaki Kuno – Itsumi
- Kōji Seto – Akimune Kikuiri
- Kento Hayashi – Tokimune Kikuiri